# Panna Maria Karmelská

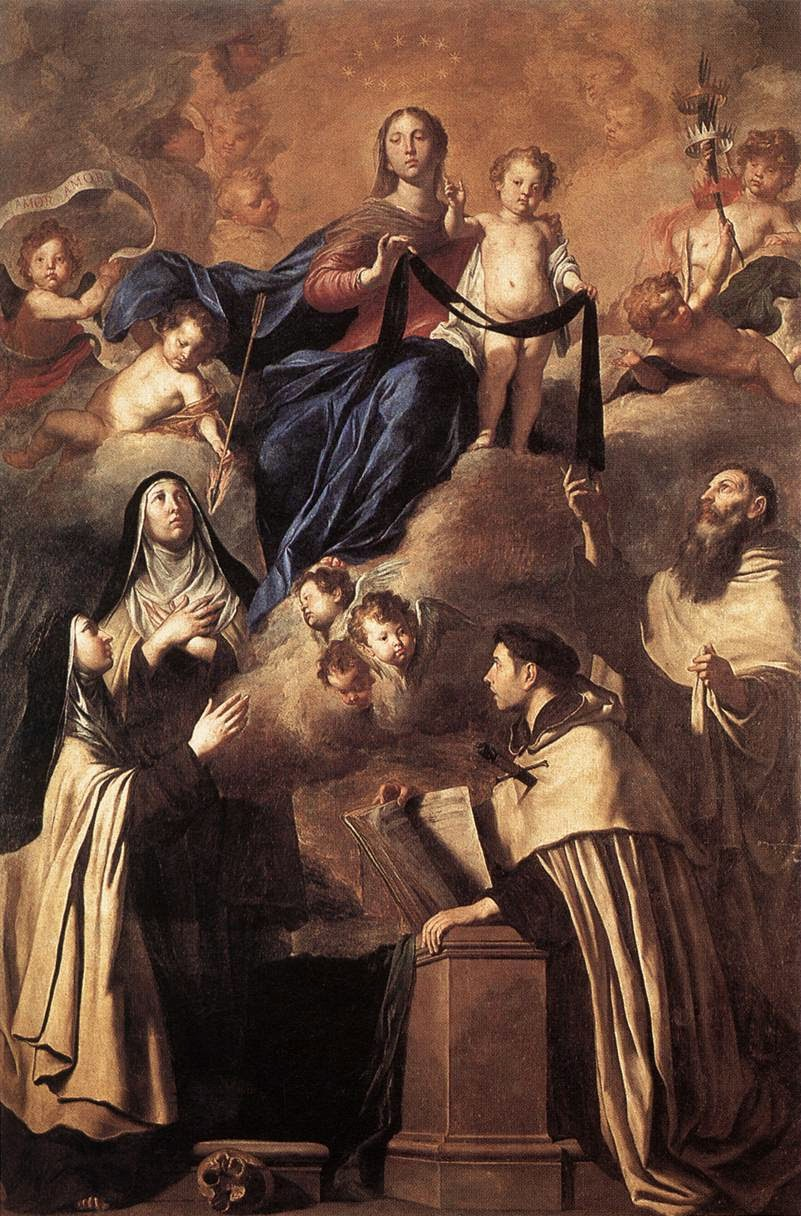
Pietro Novelli, Panna Maria z Karmelu se škapulířem a svatými patrony karmelitánského řádu (1641)

Panna Maria Karmelská je jeden z katolických titulů pro Pannu Marii. Je úzce spjat s karmelitánským řádem. Svátek Panny Marie Karmelské se slaví 16. července.

## Historie
Již ve Starém zákoně je opěvováno izraelské pohoří Karmel. Prorok Eliáš na Karmelu zápasil o víru izraelského národa v pravého Boha.
Na tuto horu se od raných křesťanských dob uchylovali křesťanští poustevníci. Karmelské pohoří lze vnímat jako symbolický obraz panensky čisté, neporušené, krásné přírody. Titul blahoslavená Maria z hory Karmel se objevuje v katolické církvi od 14. století, největšího rozkvětu nabývá v 17. století, kdy Karmelitánský řád určí tento svátek za svůj hlavní.

## Mariánská zbožnost a Hnědý škapulíř

Hnědý škapulíř

S titulem Panny Marie Karmelské se pojí fenomén Hnědého škapulíře, jednoho ze škapulířů oficiálně schváleného katolickou církví. Podle legendy se Panna Maria zjevila generálnímu představiteli řádu Šimonu Stockovi 16. července 1251 a předala mu tento škapulíř.
| „ | Milovaný synu, přijmi tento škapulíř tvého řádu jako znamení mého bratrství; je to znamení pro tebe a privilegium pro všechny děti z hory Karmel. Kdo v tomto šatu zemře, bude uchráněn věčného ohně. Hleď, je v něm znamení spásy, ochrana v nebezpečí a záruka pokoje a věčné smlouvy. | “ |

Ačkoliv katolická církev varuje před lehkovážným spoléháním na tuto svátostinu, přesto svatý stolec v 17. století oficiálně uznal, že věřící smí věřit v pomoc Panny Marie po své smrti,
- zemřeli v milosti Boží,
- nosili za svého života oděv řádu,
- zachovávali čistotu odpovídající jejich stavu,
- modlili se "malé hodinky" nebo zachovávali půst.[5]

## Ikonografie
Panna Maria Karmelská bývá vyobrazena ve slávě trůnící na oblaku, nebo na oblačném oparu zasněžené hory Karmel. Je obklopena světci a světicemi karmelitánského řádu, kteří ji uctívají: především to je svatý Šimon Stock, jemuž Panna Maria za asistence dítěte Ježíše podává hnědý škapulíř. Proti němu stávají dvě světice v řeholním rouchu karmelitánek: Terezie z Ávilly a Marie Magdaléna de Pazzi. Dále to může být svatý Angelus Jeruzalémský, který je vyobrazen jako karmelitándký mnich s mečem vraženým do prsou. Tuto sestavu znázornil například italský malíř Pietro Novelli na barokním obraze z roku 1641 (zde v infoboxu).